# Violinkonsert nr 1 (Mozart)
Violinkonsert nr 1 i B♭-dur K. 207 av Wolfgang Amadeus Mozart ansågs tidigare vara komponerad 1775 (när Mozart var 19 år), tillsammans med de andra fyra helt autentiska violinkonserterna. En analys av pikturen och pappret, som konserten skrevs på, tyder dock på att det faktiska året för kompositionen kan ha varit 1773. Konserten har en vanlig indelning i tre satser. Satserna är:
1. Allegro Moderato
2. Adagio
3. Presto